# Джардіні-Наксос
Джардіні-Наксос (італ. Giardini-Naxos, сиц. Giaddini) — муніципалітет в Італії, у регіоні Сицилія,  метрополійне місто Мессіна.
Джардіні-Наксос розташоване на відстані близько 510 км на південний схід від Рима, 170 км на схід від Палермо, 50 км на південний захід від Мессіни.
Населення — 9524 особи (2014).
Щорічний фестиваль відбувається 8 вересня. Покровитель — Maria SS Raccomandata.

## Демографія
Населення за роками:

Станом на 1 січня 2023 року в муніципалітеті офіційно проживали 633 іноземці з 51 країни, серед них 273 громадяни країн Євросоюзу та 41 громадянин України.

## Сусідні муніципалітети
- Калатаб'яно
- Таорміна